# Val (ort i Rychnov nad Kněžnou, Tjeckien)
Val är en ort i Tjeckien. Den ligger i den nordöstra delen av landet, 130 km öster om huvudstaden Prag. Val ligger 351 meter över havet och antalet invånare är 291.
Terrängen runt Val är platt åt sydväst, men åt nordost är den kuperad. Runt Val är det ganska tätbefolkat, med 111 invånare per kvadratkilometer. Närmaste större samhälle är Náchod, 11,8 km norr om Val. Omgivningarna runt Val är en mosaik av jordbruksmark och naturlig växtlighet.